# J/22

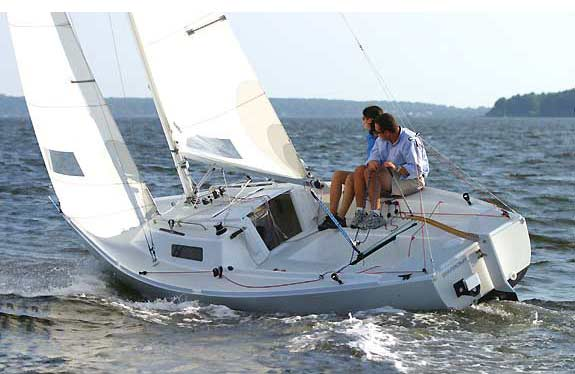
Boot im Einsatz

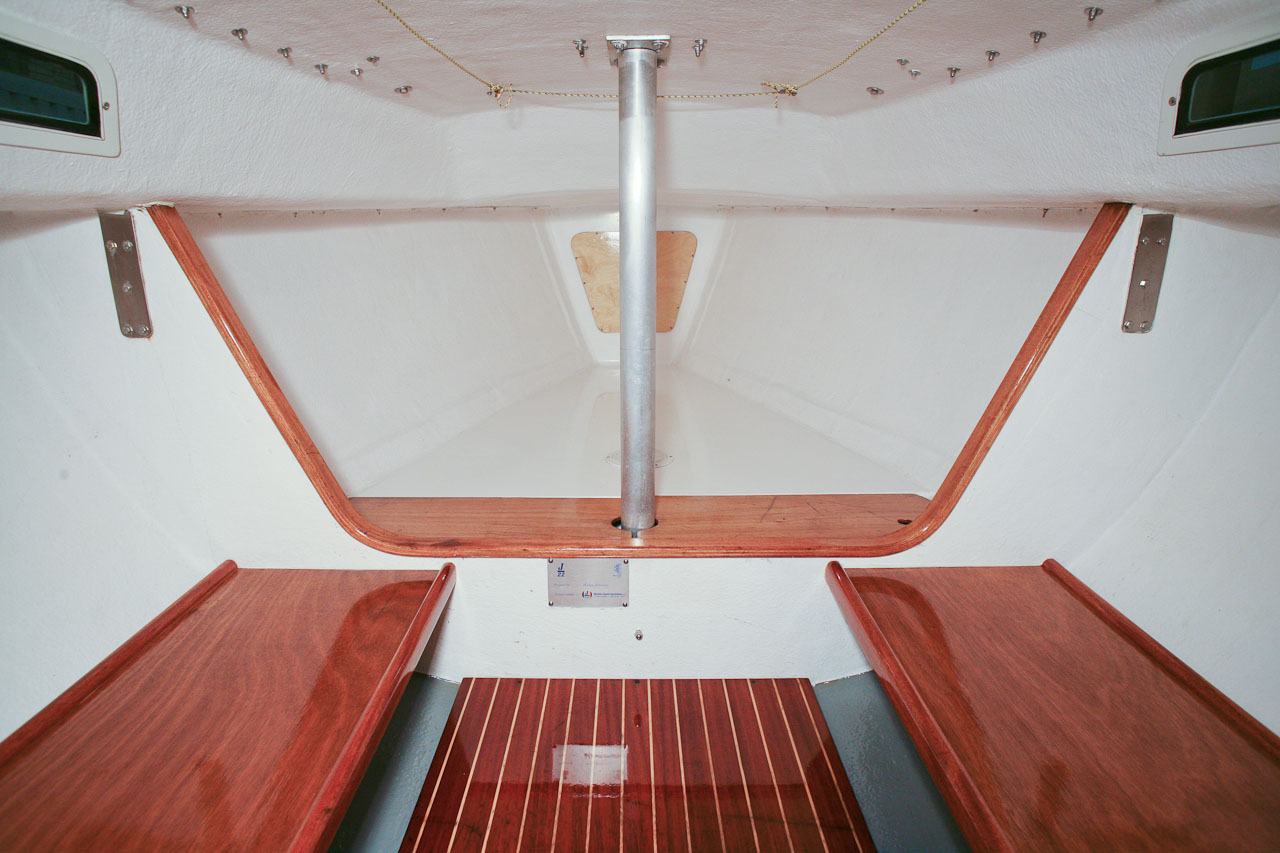
Kabine

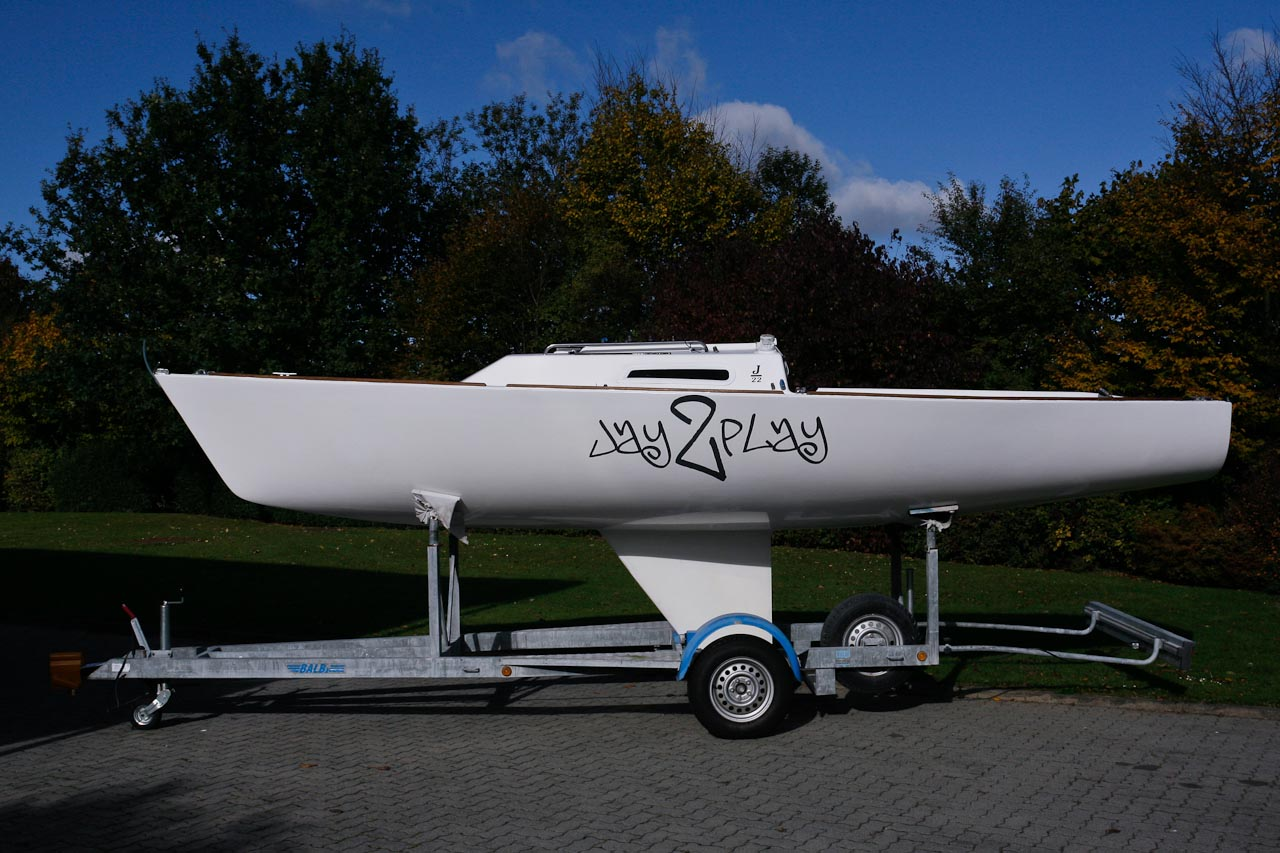
Boot auf dem Anhänger

Die J/22 ist ein sportliches Kielboot, das sowohl zum Freizeitsegeln wie als Regattayacht genutzt wird. Die größten Flotten gibt es in den USA, Kanada, den Niederlanden, Italien, Frankreich, Südafrika und Deutschland. Das Boot wurde von Rod Johnstone für die Firma JBoats, USA konstruiert und wird heute noch von ihr angeboten. Gegenwärtig werden die Boote von Lizenznehmern in den USA, Italien und Südafrika produziert. Das Boot ist seit 1983 am Markt. Bis Ende 2011 wurden ca. 1650 Boote hergestellt.
Die J/22 lässt sich im Freizeitbereich ohne Probleme von zwei Leuten segeln, für Regatten braucht man aber ein drittes Besatzungsmitglied. Das Boot hat ein 7 Fuß (≈ 2,1 m) langes Cockpit. Zur Sicherheit tragen ein tiefer Schwerpunkt und die relativ große Bootsbreite bei. Die Besegelung besteht aus Fock, Großsegel sowie einem Spinnaker. Optional kann eine größere Genua statt der Fock benutzt werden. Das Boot kann damit aber nicht an Klassenregatten teilnehmen. Aufgrund des geringen Gewichts und des jollenartigen Unterwasserschiffes handelt es sich um ein sehr agiles Boot, das schon bei wenig Wind ins Laufen kommt. Da die Segelfläche aber im Vergleich mit Sportbooten (wie Melges 24) eher moderat ist und das Boot sich sehr gut trimmen lässt, kann, bei entsprechender Erfahrung der Mannschaft, bis ca. 25 Knoten Wind ungerefft gesegelt werden. Mit einem Gespanngewicht von ca. 1200 kg und einer Breite von 2,44 m kann die J/22 gut mit einem Mittelklasse-Wagen in ganz Europa getrailert werden.

## Rumpf
Rumpfschale und Deck der J/22 sind in Balsa-Sandwich-Laminat ausgeführt. Der Kiel ist aus Blei und ist am Rumpf mit Bolzen befestigt. Der Mast steht auf dem Deck und stützt sich nach unten mit einem Rohr auf dem Kielschwein ab. Im Boot befinden sich zwei luftdichte Tanks, durch die das Boot unsinkbar ist. Sie befinden sich unter dem Cockpit und im Vorschiff, so dass das Boot im vollgelaufenen Zustand eine stabile Schwimmlage einnehmen kann. Das Ruder ist am Spiegel befestigt und kann abgenommen werden.

## Rigg
Die J/22 ist mit einem Partialrigg mit gepfeilten Salingen ausgestattet, das ohne Backstagen auskommt. Die Fock überlappt nur minimal (105 %), so dass sie innerhalb der Wanten geschotet werden kann. Die Biegung des Mastes wird durch die Wantentspannung, das Achterstag und den Baumniederholer bestimmt. Die Großschot ist im Cockpit auf einem Traveller befestigt. Das Großsegel kann darüber hinaus noch mit Cunningham und Unterliekstrecker getrimmt werden. Die zweifach übersetzte Fockschot wird heute bei den meisten Booten über zusätzliche Blöcke nach Luv umgeleitet, so dass die vorhandenen Winschen bei Regatten keine Verwendung mehr finden. Der Spinnaker wird konventionell bedient, das Boot ist mit Barberholern ausgestattet.

## Fahrtensegeln
In der Grundausstattung besitzt die J/22 so gut wie keine Inneneinrichtung. Es ist aber möglich, im Vorschiff eine Doppelkoje und unter den Sitzbänken zwei Hundekojen einzubauen. Darüber hinaus kann das Boot mit einer demontierbaren Reling ausgestattet werden. Zusammen mit einer Motorhalterung, die an vielen Booten angebracht ist, lässt sich das Schiff damit gut für kleinere Touren nützen.

## Regattasport
Die J/22 ist eine strikte One-Design-Klasse, die als Internationale Kielboot-Klasse von der ISAF (International Sailing Federation) anerkannt ist. Maße, Gewichte und Beschläge sind in engen Grenzen reglementiert. Das führt dazu, dass ältere Boote bei entsprechendem Pflegezustand noch voll konkurrenzfähig sind. Die Tatsache, dass die Auswahl der Materialien für Rigg und Segel beschränkt sind, hat zur Folge, dass die laufenden Kosten für den Regattabetrieb nicht zu hoch sind.
Das Crewgewicht auf Regatten ist auf 275 kg beschränkt, die Anzahl der Crewmitglieder ist nicht beschränkt. Ausreithilfen wie Gurte oder Trapeze gibt es nicht. Ziel dieser Regularien ist es, die körperlichen Anforderungen an die Crews zu limitieren um das Regattasegeln mit der J/22 einem größeren Kreis von Seglern zu ermöglichen. Dadurch ist es möglich, dass reine Frauencrews oder gemischte Crews sehr erfolgreich bei Regatten konkurrieren können.
Auf internationaler Ebene gibt es Weltmeisterschaften (meist in den USA, in Südafrika oder in den Niederlanden), in Nordamerika und in Europa werde Kontinental-Meisterschaften gesegelt, seit 2009 gibt es eine Europäische Rangliste, zu der Regatten in Frankreich, den Niederlanden und Deutschland zählen. Bei Weltmeisterschaften sind teilweise mehr als 100 Boote am Start. In Europa gibt es aktive Klassenvereinigungen in den Niederlanden, Deutschland, Italien und Frankreich. Die zahlenmäßig und vom seglerischen Niveau stärkste europäische Regattaserie wird in den Niederlanden gesegelt, wobei dort Schiffe aus Deutschland regelmäßig an den Start gehen.
Die deutsche Rangliste wurde 2012 auf sechs deutschen, einer französischen und einer niederländischen Regatta ermittelt. Die Serie beinhaltete die Weltmeisterschaft an der französischen Atlantikküste.
Das Boot war für die Olympischen Spiele 2012 in der engeren Auswahl als Frauen-Match-Race-Boot. Die Entscheidung fiel jedoch zugunsten der neu konstruierten Elliott 6m aus.
Neben einer Reihe von Ranglistenregatten findet 2015 zum ersten Mal die Weltmeisterschaft in Deutschland statt. Sie wird von der Deutschen Klassenvereinigung im Rahmen der Travemünder Woche in der Zeit vom 19.–25. Juli ausgerichtet.

## Bekannte J/22 Regattasegler
Einer der bekanntesten Segler, der erfolgreich auf einer J/22 gesegelt ist, ist der Südafrikaner Ian Ainslie, der am Louis Vuitton Cup 2007 als Stratege des südafrikanischen Team Shosholoza teilgenommen hat. Er war in den Jahren 1997 und 2001 J/22 Weltmeister. Er wurde darüber hinaus 2002 und 2007 Dritter der Weltmeisterschaft.
Der dreimalige amerikanische Olympiamedaillen-Gewinner (2 × Silber und 1 × Gold) Paul Forester ist 1996 Weltmeister in der J/22 Klasse geworden.